# Torre del Jaque
La torre del Jaque o del Cuervo, es uno de los torreones del recinto defensivo de la muralla de Daroca. Fue declarada monumento nacional junto con el resto del conjunto de fortificaciones de Daroca en resolución: 03/06/1931 Publicación: 04/06/1931. 

## Descripción
Si bien parece corresponder a una construcción del siglo XIV, la torre del Jaque, ha sido reconstruida en diversas ocasiones, lo que explica la variedad de aparejos y materiales empleados en la construcción de la misma. Sin embargo, el predominio es el del tapial con relleno de piedra y la mampostería, que es lo que más rápido se trabaja.
Es una torre de planta cuadrada y de bastante altura, lo que añadido a su ubicación dentro del perímetro defensivo de Daroca, le otorgaban un papel estratégico en la defensa de la ciudad.
En la actualidad se encuentra restaurada.